# Rotterdam Open 2002 - Qualificazioni singolare
Le qualificazioni del singolare  del Rotterdam Open 2002 sono state un torneo di tennis preliminare per accedere alla fase finale della manifestazione. I vincitori dell'ultimo turno sono entrati di diritto nel tabellone principale. In caso di ritiro di uno o più giocatori aventi diritto a questi sono subentrati i lucky loser, ossia i giocatori che hanno perso nell'ultimo turno ma che avevano una classifica più alta rispetto agli altri partecipanti che avevano comunque perso nel turno finale.
Le qualificazioni del torneo prevedevano 16 partecipanti di cui 4 sono entrati nel tabellone principale.

## Teste di serie
1. Michail Južnyj (Qualificato)
2. Adrian Voinea (primo turno)
3. Martin Lee (Qualificato)
4. Álex Calatrava (ultimo turno)

1. Dennis van Scheppingen (ultimo turno)
2. Renzo Furlan (primo turno)
3. Ivo Heuberger (primo turno)
4. Tomas Behrend (primo turno)

## Qualificati
1. Michail Južnyj
2. Jan Siemerink

1. Martin Lee
2. Ivo Heuberger

## Tabellone

### Legenda
| - Q = Qualificato - WC = Wild card - LL = Lucky loser | - ALT = Alternate - SE = Special Exempt - PR = Protected Ranking | - w/o = Walkover - r = Ritirato - d = Squalificato |

### Sezione 1
|  | Primo turno | Primo turno    | Primo turno   | Primo turno | Primo turno |  |  | Ultimo turno | Ultimo turno   | Ultimo turno | Ultimo turno | Ultimo turno |  |
|  |             |                |               |             |             |  |  |              |                |              |              |              |  |
|  | 1           | Michail Južnyj | 4             | 6           | 6           |  |  |              |                |              |              |              |  |
|  |             | Edwin Kempes   | 6             | 3           | 2           |  |  | 1            | Michail Južnyj | 6            | 3            | 6            |  |
|  |             | Tuomas Ketola  | Tuomas Ketola | 6           | 6           |  |  |              | Tuomas Ketola  | 4            | 6            | 2            |  |
|  | 8           | Tomas Behrend  | Tomas Behrend | 4           | 2           |  |  |              |                |              |              |              |  |

### Sezione 2
|  | Primo turno | Primo turno   | Primo turno   | Primo turno | Primo turno |  |  | Ultimo turno  | Ultimo turno  | Ultimo turno | Ultimo turno | Ultimo turno |  |
|  |             |               |               |             |             |  |  |               |               |              |              |              |  |
|  |             | Jan Siemerink | Jan Siemerink | 6           | 7           |  |  |               |               |              |              |              |  |
|  | 2           | Adrian Voinea | Adrian Voinea | 4           | 63          |  |  | Jan Siemerink | Jan Siemerink | 3            | 6            | 6            |  |
|  |             | Renzo Furlan  | 7             | 64          | 6           |  |  | Renzo Furlan  | Renzo Furlan  | 6            | 3            | 4            |  |
|  | 6           | George Bastl  | 5             | 7           | 1           |  |  |               |               |              |              |              |  |

### Sezione 3
|  | Primo turno | Primo turno            | Primo turno            | Primo turno | Primo turno |  |  | Ultimo turno | Ultimo turno           | Ultimo turno           | Ultimo turno | Ultimo turno |  |
|  |             |                        |                        |             |             |  |  |              |                        |                        |              |              |  |
|  | 3           | Martin Lee             | Martin Lee             | 7           | 6           |  |  |              |                        |                        |              |              |  |
|  |             | Fred Hemmes            | Fred Hemmes            | 5           | 2           |  |  | 3            | Martin Lee             | Martin Lee             | 6            | 6            |  |
|  | 5           | Dennis van Scheppingen | Dennis van Scheppingen | 6           | 6           |  |  | 5            | Dennis van Scheppingen | Dennis van Scheppingen | 3            | 2            |  |
|  |             | Francisco Costa        | Francisco Costa        | 3           | 2           |  |  |              |                        |                        |              |              |  |

### Sezione 4
|  | Primo turno | Primo turno         | Primo turno         | Primo turno   | Primo turno |  |  | Ultimo turno | Ultimo turno   | Ultimo turno   | Ultimo turno | Ultimo turno |  |
|  |             |                     |                     |               |             |  |  |              |                |                |              |              |  |
|  | 4           | Álex Calatrava      | Álex Calatrava      | 6             | 6           |  |  |              |                |                |              |              |  |
|  |             | Didac Perez-Minarro | Didac Perez-Minarro | 2             | 2           |  |  | 4            | Álex Calatrava | Álex Calatrava | 5            | 4            |  |
|  |             | Ivo Heuberger       | Ivo Heuberger       | Ivo Heuberger | 6           |  |  |              | Ivo Heuberger  | Ivo Heuberger  | 7            | 6            |  |
|  | 7           | Axel Pretzsch       | Axel Pretzsch       | Axel Pretzsch | 1r          |  |  |              |                |                |              |              |  |